# Jacquemontia blanchetii
Jacquemontia blanchetii là một loài thực vật có hoa trong họ Bìm bìm. Loài này được Moric. mô tả khoa học đầu tiên năm 1838.